# Équipe d'Équateur de football à la Copa América 1999
L'équipe d'Équateur de football participe à sa 21e Copa América lors de l'édition 1999 qui se tient au Paraguay du 29 juin 1999 au 18 juillet 1999. Elle se rend à la compétition en tant que quart de finaliste de la Copa América 1997.
Les Équatoriens termiment dernier du groupe C avec un bilan de trois défaites en trois matchs.

## Résultat

### Premier tour
| Classement final |           |     |   |   |   |   |    |    |      |
|                  | Équipe    | Pts | J | G | N | P | BP | BC | Diff |
| 1                | Colombie  | 9   | 3 | 3 | 0 | 0 | 6  | 1  | +5   |
| 2                | Argentine | 6   | 3 | 2 | 0 | 1 | 5  | 4  | +1   |
| 3                | Uruguay   | 3   | 3 | 1 | 0 | 2 | 2  | 4  | -2   |
| 4                | Équateur  | 0   | 3 | 0 | 0 | 3 | 3  | 7  | -4   |

| 1er juillet | Argentine | 3 | 1 | Équateur  |
| 1er juillet | Colombie  | 1 | 0 | Uruguay   |
| 4 juillet   | Colombie  | 3 | 0 | Argentine |
| 4 juillet   | Uruguay   | 2 | 1 | Équateur  |
| 7 juillet   | Argentine | 2 | 0 | Uruguay   |
| 7 juillet   | Colombie  | 2 | 1 | Équateur  |

| 1er juillet 1999 | Argentine                      | 3 – 1   | Équateur     | Estadio Feliciano Cáceres (Luque)                 |                                                   |
|                  | Simeone 12e · Palermo 55e, 61e | (1 - 0) | Kaviedes 77e | Spectateurs : 20 000 Arbitrage : Gilberto Hidalgo | Spectateurs : 20 000 Arbitrage : Gilberto Hidalgo |

| 4 juillet 1999 | Uruguay           | 2 – 1   | Équateur     | Estadio Feliciano Cáceres (Luque)                     |                                                       |
|                | Zalayeta 72e, 74e | (0 - 0) | Kaviedes 78e | Spectateurs : 18 000 Arbitrage : Mario Sánchez Yantén | Spectateurs : 18 000 Arbitrage : Mario Sánchez Yantén |

| 7 juillet 1999 | Colombie                  | 2 – 1   | Équateur     | Estadio Feliciano Cáceres (Luque)                |                                                  |
|                | Morantes 37e · Ricard 39e | (2 - 0) | Graziani 50e | Spectateurs : 20 000 Arbitrage : Masayoshi Okada | Spectateurs : 20 000 Arbitrage : Masayoshi Okada |

## Navigation